# قلعه قدیمی لیی‌تو

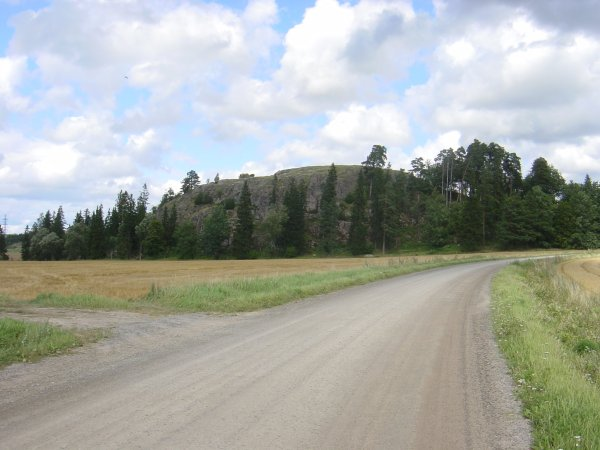
قلعه قدیمی لیی‌تو در اوت ۲۰۰۷ از جاده باستانی همن‌هرکتیه که از محل تپه‌فورت می‌گذرد دیده می‌شود.

قلعه قدیمی لیی‌تو (فنلاندی: Liedon Vanhalinna) یک تپه‌قلعه در لیی‌تو، فنلاند است. ارتفاع آن از سطح دریا ۵۵ متر است.
نام اصلی قلعه مشخص نیست. بر اساس کاوش‌های انجام شده، این قلعه در طول تاریخ خود سه بار در اواخر عصر برنز (۵۰۰–۱۱۰۰ قبل از میلاد) و در عصر آهن میانه (۵۰۰–۷۰۰ پس از میلاد) مورد استفاده قرار گرفته‌است. فاز سوم سایت بین سال‌های ۱۳۷۰–۱۰۰۰ را می‌توان به دو قسمت تقسیم کرد. بر اساس کاوش‌ها، سال‌های ۱۰۰۰ تا ۱۱۵۰ با پول آلمانی و آثار باستانی ماقبل تاریخ و سال‌های ۱۲۰۰ تا ۱۳۷۰ با سکه‌های طلا اسکاندیناوی و آثار باستانی قرون وسطی مشخص می‌شوند. این تپه توسط مردم محلی فنلاند تا سال ۱۱۷۰ مورد استفاده قرار می‌گرفت، زمانی که به احتمال زیاد توسط سوئدی‌ها فتح شد، که احتمالاً از آن به عنوان دژی در برابر تاواستیان استفاده می‌کردند.
دامنه تپه با استحکامات بالای تپه موقعیت دفاعی خوبی را فراهم می‌کرد. سازه‌های روی تپه عمدتاً از چوب ساخته شده بودند. در مرحله آخر از آجر نیز استفاده شده‌است. بقایای ۱۱ بنا در بالای تپه پیدا شد. قدمت قدیمی‌ترین سازه‌های دفاعی به ۵۰۰ سال قبل از میلاد برمی گردد و در مجموع ۱۴ نوک پیکان و ۱۵۰ سر پیچ کمان پولادی و همچنین چندین سر نیزه پیدا شده‌است که قدیمی‌ترین آنها به قرن ششم بازمی‌گردد. همچنین آثار آتش‌سوزی متعددی از تپه به دست آمده‌است. قدیمی‌ترین آثار آتش به دوران مهاجرت و آخرین آنها به دهه ۱۳۶۰ برمی گردد.
این قلعه بین مسیر حمل و نقل باستانی قرار داشت: رودخانه آئورا که به مرکز تاواستیا منتهی می‌شد. اهمیت آن با پایان یافتن قلعه تورکو در اوایل قرن چهاردهم کاهش یافت. نام قلعه قدیمی لیی‌تو از این رو است.
این منطقه اکنون متعلق به دانشگاه تورکو است.